# Ivan Lenković

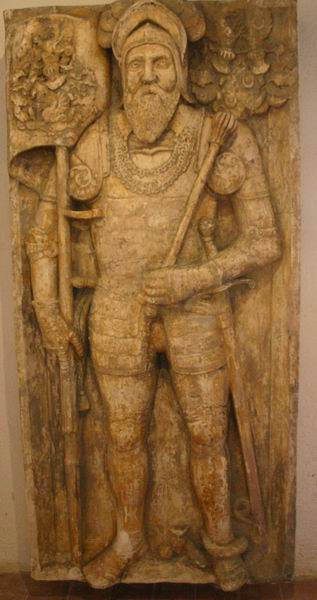
Burghauptmann Ivan Lenković, Uskokenführer

Ivan Lenković deut. Johann Freiherr von Lenkowitsch († 1569 in Metlika, begraben in Novo mesto, Slowenien) war ein kroatischer Adeliger und Uskokenanführer. Auf seinem Grabstein steht geschrieben: „Hans Lenkowitsch zu Freyenthurn an der Colp“, obwohl er ursprünglich aus der Region Lika stammt.

## Leben
Als Uskoke war Ivan Lenković erstmals militärisch im Jahre 1539 als Hauptmann von Senj, zudem als Uskokenanführer auf dem Umland von Senj bis an den Flusslauf der Save, in Erscheinung getreten. Zur Verteidigung der Stadt Senj, ließ er die Festung Nehaj errichten. Unter anderem erhielt in der Zeit Herbard VIII. von Auersperg seine militärische Grundausbildung durch Freiherr von Lenković. Am 12. Mai 1546 wurde Lenković durch den Grafen Nikolaus Salm, der im Dienste Ferdinands von Habsburg stand, zum dritten Uskokenanführer ernannt. Lenković war nicht nur ein Uskokenanführer, er ließ die Ortschaft Stari Grad Žumberački in der heutigen Gespanschaft Zagreb neu errichten. Zudem war es sein Vorhaben gewesen, die Uskoken im gesamten  Žumberak anzusiedeln. Ferdinand von Habsburg forderte am 21. November 1550 erfolgreich dazu auf, dass die Uskoken unter dem Oberbefehl von Ivan Lenković in den militärischen Dienst des Herzogtums Krain eintraten. Einem Zensus vom 1. März 1551 zufolge, leisteten 12 Uskokenanführer mit insgesamt 315 Uskoken, einem Bannerträger und zwei Militärmusikern den militärischen Dienst im Herzogtum Krain. Lenković ließ unter anderem von 1550 bis 1557 die Burg Pobrežje (Freyenthurn) als wichtige Festungsanlage in der Bela krajina erbauen. Für die militärischen Dienste wurde den Uskoken ein Arbeitsentgelt von 3025 Forinten ausgezahlt. 1556 wurde Ivan Lenković zum Oberbefehlshaber der  Kroatischen- und Slawonischen Krajina ernannt. Nach seiner strategischen Planung wurde die Militärgrenze (Vojna krajina) organisiert. Während der Türkenkriege schlug Lenković im Jahre 1557 mit den Uskoken bei Sveta Helena-Sveti Ivan Zelina den bosnischen Pascha Ferhat.